# Nina Jurjewna Gopowa
Nina Jurjewna Gopowa (russisch Нина Юрьевна Гопова-Трофимова; * 4. Mai 1953 in Gorki), verheiratete Nina Jurjewna Trofimowa, ist eine ehemalige sowjetische Kanutin. Sie gewann je eine olympische Gold- und Silbermedaille und zwei Goldmedaillen bei Weltmeisterschaften.

## Sportliche Karriere
Gopowa gewann im Alter von zwanzig Jahren bei den Weltmeisterschaften 1973 in Tampere drei Medaillen. Im Einer-Kajak siegte sie vor Petra Borzym aus der DDR. Im Zweier-Kajak gewannen Ilse Kaschube und Petra Borzym vor Ljudmila Pinajewa und Gopowa. Im Viererkajak schließlich siegten Gopowa und Pinajewa zusammen mit Larissa Kabakowa und Tamara Popowa vor den Ungarinnen und den Rumäninnen.
Im Jahr darauf bei den Weltmeisterschaften in Mexiko-Stadt gewann Anke Ohde aus der DDR alle drei Goldmedaillen. Gopowa erhielt zweimal Silber: im Einer und im Vierer zusammen mit Larissa Kabakowa, Tatjana Korschunowa und Galina Kreft. 
Bei den Olympischen Spielen 1976 in Montreal waren nur der Einer und der Zweier im Programm. Im Einer siegte Carola Zirzow vor Korschunowa. Im Zweier gewannen die Boote aus der Sowjetunion, aus der DDR und aus Ungarn die Halbfinalläufe. Im Finale siegten Nina Gopowa und Galina Kreft mit einer halben Sekunde Vorsprung auf die Ungarinnen Anna Pfeffer und Klára Rajnai, knapp dahinter kamen Bärbel Köster und Carola Zirzow ins Ziel.
Vier Jahre später traten Nina Trofimowa und Galina Alexejewa, wie Galina Kreft nach ihrer Heirat hieß, bei den Olympischen Spielen 1980 in Moskau an. Die beiden gewannen die Silbermedaille hinter Carsta Genäuß und Martina Bischof aus der DDR. 